# Шеметов, Виталий Сергеевич
Виталий Сергеевич Шеметов (род. 9 июля 1985, Омск) — российский боец смешанных единоборств. Выступает в японской организации RIZIN. Мастер спорта международного класса по кикбоксингу, мастер спорта по панкратиону, мастер спорта по Армейскому рукопашному бою. Многократный чемпион России, Европы и Мира по смешанным единоборствам в Голландии, Японии, Китае, Латвии, Греции и США. Выступает под прозвищем «The Dancing Russian».

## Биография
Родился 9 июля 1985 г.р. в Омске. Учился в школе «№ 33» до 9-го класса. Получил среднее образование в школе «№ 144» в Омске

В 2022 году поступил в «Финансово-экономический колледж» проходил профессиональную переподготовку «организационное и документационное обеспечение деятельности организации» после окончания  ЧПОУ "Финансово -Экономического Колледжа"поступил в Московский Международный Университет по специальности «Государственное и муниципальное управление» 
Активно заниматься спортом начал в возрасте шести лет. В семь лет записался в секцию Дзюдо ДЮСШ-17 и спустя год тренировок получил первую в своей спортивной карьере награду, выиграв золотую медаль на первенстве города по дзюдо в весовой категории до 31кг 
Первые свои профессиональные поединки проводил в раннем возрасте . В 15 летнем возрасте участвовал в турнирах Москве. Проводил поединки с чемпионами мира из Европы, СНГ и РФ по разным видам единоборств тренировался под руководством Репина Д.Н и Черемушкина А. В. Проходил подготовку в омском клубе единоборств «Сатурн-Профи» под руководством тренера Владимира Анатольевича Зборовского выступая на турнирах по армейскому рукопашному бою и панкратиону, где капитаном сборной Омской области являлся Сергей Шеметов. После, начал осваивать технику тайского бокса под руководством Кудринского О.В. — выступал на турнирах по тайскому боксу и кикбоксингу, где является победителем Кубка мира по тайскому боксу в Белоруссии г. Минске по версии (I.A.M.T.F). Вице-чемпионом мира в Греции г. Трикала по кикбоксингу по версии (I.K.F.)Проводил поединки за звание Чемпиона России среди профессионалов по кикбоксингу Виталий Шеметов vs Алексей Папин по версии (WAKO pro), а также бой среди профессионалов по правилам W5   Виталий Шеметов vs Владимир Минеев.
Большую часть своих профессиональных поединков провёл за рубежом
Так же был самый юным участником и победителем Вооружённых Сил РФ памяти Н. П. Чепика (2000), к шестнадцати годам получил наивысшее возможное в этой дисциплине звание «Мастер спорта России» по армейскому рукопашному бою.
Вице-президент «Академии единоборств братьев Шеметовых» в Омске.
Первые крупные профессиональные поединки проводил в Японии и США под руководством Николаса Петтаса К-1 спортсмена выступавшие за команду «Team Spirit AE».. Уезжал жить во Францию в 22 года вместе с братом Сергеем — где тренировали сборную Франции по тайскому боксу в зале «ММА Factory» под руководством Фернанд Лопес Овонебе.
Менеджером Виталия как и его брата был французский основатель сети спортивных клубов «NakSoo» Николя Виаллате. Проводили сборы в Голландии под руководством Канчо Хенка Куперса (8 Дан, руководитель WIBK) и старшего тренера Люсьена Карбина, они тренировались вместе с Тайроном Спонгом, Алистаром Оверимом, Семми Шильтом там же и познакомились с Йоханнес Корнелиус Блюмингом — голландским мастером боевых искусств, профессором Токийского и Пекинского университетов. Спустя время улетел в Америку с братом выступая под флагом Российской Федерации на турнирах по смешанным единоборствам

## Статистика боёв

### Статистика в ММА
Виталий Шеметов дебютировали в ММА в 2002 году. По состоянию на 2020 год.
| Число боёв | Победы | Поражения |
| ---------- | ------ | --------- |
| 23         | 14     | 9         |

### Статистика в Кик-боксинге
| Число боёв | Победы | Поражения |
| ---------- | ------ | --------- |
| 104        | 93     | 11        |

## Критика
По данным изданий «Спорт-Экспресс» и «Матч ТВ» Шеметов был уличён в махинациях со статистикой боёв. Так в статистику на сайтах Sherdog и Tapology были занесены шесть боёв победами Шеметова на турнирах в Москве, Новокузнецке и Индии, которых никогда не было. Кроме того, некоторые старые бои были выданы за новые и в других квалификациях. Так Шеметов внёс в свою ММА-статистику реальную победу на Менди Кафари, но она была не в 2015 году, а в 2008-м, не в Новокузнецке, а во Франции и не в ММА, а в кикбоксинге. Победа Шеметова над Максимом Неледвой, также была, но не в 2015 году, а в 2005 году, в Латвии, на турнире Draka. Таким образом, до махинаций статистика Шеметова на Sherdog была 5 побед и 7 поражений, а стала 11 побед и 7 поражений. Аналогичные махинации были выявлены журналистами спортивных изданий и у брата, Сергея Шеметова.
В 2014 году Федор Емельяненко посетил Омск, при этом заслугу по приглашению спортсмена приписал себе «Фонд поддержки и развития единоборств братьев Шеметовых». Сам Емельяненко, комментируя это заявил что «понятия не имею, кто эти ребята и чего они добились в спорте».

## Общественная деятельность, взгляды
Имеет провластные взгляды
8 декабря 2006 г. вступил в партию «Единая Россия». В середине 2016 году от партии «Единая Россия», планировал выдвинуться кандидатом в Законодательное собрание Омской области 2016 года.
Проводит различные мастер-классы и семинары по смешанным единоборствам и ФЗК ФК. Организовывает физкультурно-оздоровительные мероприятия для детей и взрослых на базе «Академии единоборств им. Братьев Шеметовых».
В 2022 году поддержал российское вторжение на Украину
Поддержал комитет Государственной Думы по физической культуре и спорта РФ — Не выступать без флага и гимна на Олимпийских играх и призвал не прислушиваться к МОКу и давать согласие на выступление без российского флага и гимна.
Принял участие в проекте на первом федеральном канале «Давай поженимся» .

## Титулы и достижения
- (2001)   Чемпион Европы по кик-боксингу(версия IKF), Греция[25]
- (2002)  Обладатель кубка мира по тайскому боксу (версия IMTF) [26]
- (2001), (2002), (2003), (2004), (2005), (2006)  Победитель профессиональных боёв по версии WBKF
- (2002)  Чемпион России по тайскому боксу
- (2000)  Самый юный чемпион, участник финала шестого всероссийского турнира по армейскому рукопашному бою памяти героя советского союза Николая Чепика
- (2002)  Чемпион Сибири и Дальнего Востока среди профессионалов по тайскому боксу
- (2003)  Чемпион России по кик-боксингу
- (2003) Победитель профессиональных боёв по профессиональному Kumite
- (2004) Победитель этапа кубка мира по Pancrase
- (2004)  Чемпион боев по ММА, Германия
- (2003) , (2004)   Чемпион России по версии WSFC[27]
- (2005) Чемпион профессиональных боёв по Фри-файту, Нидерланды
- (2005) Абсолютный чемпион Европы по версии DRAKA, Латвия
- Участник турнира Россия — Испания, Shooto Belgium  [28]
- (2006)  Победитель встреч среди профессионалов ММА, Япония
- (2008)   Полуфиналист К1 — Франция, Марсель
- (2008)   Победитель профессиональных боев в Нидерландах по ММА
- 7 кратный чемпион России по панкратиону
- 2 кратный чемпион России по армейскому рукопашному бою
- (2011)  Участник профессионального турнира гран при, тяжеловесы на кубок «Кости Цзю» по профессиональному боксу shemetov vs suleimanov [29]
- 2011  Вице Чемпион России в тяжёлой весовой категории (Фулл-контакт)[30].
- (2011)   Чемпион Европы среди профессионалов по кикбоксингу версия RMO (Турция) [31]
- (2009)  Финалист регионального гран при по K-1 (Турция)
- (2011)  Вице чемпион мира среди профессионалов по версии KING OF THE RING (SHEMETOV VS BECAVEC) Хорватия
- (2011) Финалист профессионального турнира MMA IFC IZRAIL SHEMETOV VS CECONI BRAZIL TEAM GRACIE [32]
- (2011)  World event X-1 гавайские острова Shemetov vs Oyma (Japan)  [33]

- (2011)  Супербой по версии W5 Shemetov vs Mineev  [35]
- (2011) Интерконтинентальный чемпион (cup pankratchion)[36]
- Shemetov vs Luis Carlos Semao Banilha (Brazil)
- SHEMBROS менеджер в России Bob Saap супербой Legend −1. В ожидании "Легенды"
- (2016)  Финалист Чемпионата Евразии по кикбоксингу  [37]
- (2017)  Международный турнир Россия-США [38]
- (2019)  Rizin FF [39]

## Профессиональный список боёв

#### Статистика ММА
- Виталий Шеметов/Сюнго ОЯМА (14-19-0) — PRIDE; Dream; K-1 Hero’s; ROAD FC; RINGS; Pancrase.
- Виталий Шеметов/Ансар ЧАЛАНГОВ (15-6-0) — UFC, M-1 Global.
- Виталий Шеметов/Юрий КИСЕЛОВ (6-5-0) — К-1, Hero’s.
- Виталий Шеметов/Даниэль ТАБЕРА (18-8-3) — Bellator, M-1 Global, KSW.
- Виталий Шеметов/Степан БЕКАВАЧ (16-5-0) — FFC.
- Виталий Шеметов/Роберт Джоч (21-8-0) — KSW, M-1 Global.
- Виталий Шеметов/Поай СУГАНУМА (12-4-0) — ELITE XC; К-1 Hero’s; Pancrase.
- Виталий Шеметов/Дэйв ДАЛГЛИШ (30-19-2) — Rings; М-1 Global; KSW.
- Виталий Шеметов/Санг СУ ЛИ (16-11-0) — ROAD FC; М-1 Global.
- Виталий Шеметов/Юрий ГОРБЕНКО (11-33-0).

## Дополнительная информация
- Награждён за содействие формирования среди молодежи здорового образа жизни, за активное участие в работе ДСК «Игра», личный вклад в развитие детских и молодёжных общественных движений, организации администрацией кировского административного округа (1998)
- Вице-президент РОО «Федерация кунг-фу» Омской области Вице-президент ОРО "Фонд поддержки и развития единоборств и боевых искусств братьев Шеметовых
- Руководитель академии единоборств и боевых искусств братьев Шеметовых
- Заключил контракт c голландской промоутерской компанией Royl Rumbler (Team Hardcore) (2006) под руководством Hank Kupers. В команде были Alister Overem, Tayron Spong, Henry Zowa, Rodne Glunder, Shemetov Brothers, Ali Guniar)
- Заключил контракт с японской промоутерской компанией «Team Spirit» под руководством Nicholas Pettas, менеджер Watanabe Shingo. co promouter Mark Ginter (US)Full Contakt Fighter (в команде были: Peter Grehham, Sentoryo,Koichi, Shemetov brothers)
- Заключили контракт с американской промоутерской компанией «Team Thunder house MMA» (2011)менеджер Benay Klaeer.
- Заключил контракт с Японской организацией RIZIN FF[13][16]